# Ахмат Арена
«Ахмат Арена» (Спорткомплекс імені Ахмат-Хаджі Кадирова) — домашній стадіон футбольного клубу «Ахмат». Розташований у місті Грозному на вулиці Умара Садаєва, вміщує 30 597 глядачів. Збудований у 2006—2011 роках.

## Історія
У 2004 за дорученням президента Росії Володимира Путіна виділено фінансування на будівництво Центрального стадіону імені Ахмата Кадирова. Проектно-кошторисна документація була розроблена у 2005. Будівництво розпочалося у 2006 році і тривало близько п'яти років, воно велося за Федеральною цільовою програмою. Навесні 2011 року в експлуатацію введено головну складову спорткомплексу — спортивну арену на 30 тисяч місць. Спорткомплекс став одним із найсучасніших з архітектурного виконання та проектування на всьому півдні Росії. Роботи тут велися за стандартами УЄФА та ФІФА.
Стадіон включає західну трибуну А на 9 тисяч місць та східну Б на 21 тисячу місць, передбачені місця для інвалідів. «Ахмат Арена» оснащена аналоговою системою відеоспостереження. Загалом на території спорткомплексу встановлено 432 камери, з них 9 — керовані.

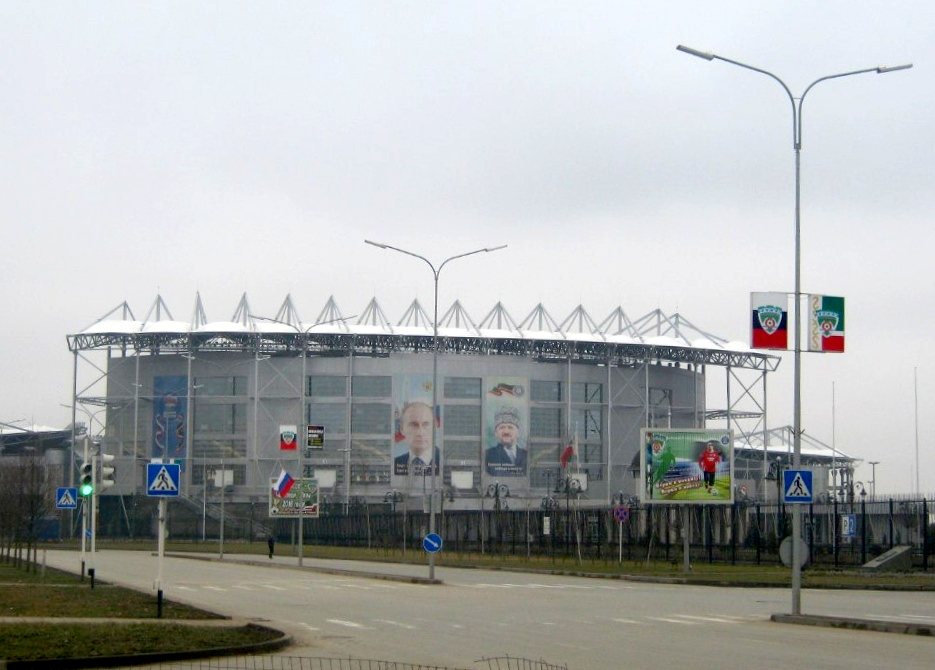
Стадіон «Ахмат Арена» з боку вулиці Умара Садаєва, 2012 рік

Відкриття «Ахмат Арени» відбулося 11 травня 2011 року. Програма відкриття стадіону включала лазерне шоу та виступи знаменитостей як чеченської, так і світової естради — Сі Сі Кетч, Тото Кутуньо, Аль Бано, Крейг Девід. Перший матч відбувся цього ж дня: на поле вийшла команда «Кавказ», у складі якої виступали Рамзан Кадиров, Арсен Каноков, Микита Ісаєв, Рінат Дасаєв (головним тренером був повноважний представник президента Росії у СКФО Олександр Хлопонін), та «збірна світу» під керівництвом Дієго Марадони, за яку зіграли відомі футболісти, які вже завершили кар'єру — Енцо Франческолі, Луїш Фігу, Франко Барезі, Алессандро Костакурта, Іван Саморано, Фаб'єн Бартез, Жан-П'єр Папен, Роббі Фаулер та інші. Команда «Кавказ» перемогла з рахунком 5:2. 20 травня 2011 року на стадіоні пройшов перший офіційний матч російської футбольної прем'єр-ліги . Грозненський «Терек» виграв в «Анжі» — 1:0.
31 травня 2012 року стадіон став членом Європейської асоціації стадіонів та безпеки (ESSMA). У листопаді 2012 року стадіон увійшов до сотні найвідвідуваніших футбольних стадіонів. З середньою відвідуваністю «Ахмат Арени» 19 572 глядачів «Терек» розташувався на 88-му рядку рейтингу .
Площа стадіону «Ахмат-Арена» — 17 га, вона є частиною розташованого на 45 га спортивного комплексу імені Ахмата Кадирова, що включає Палац спорту на 5000 місць та інші об'єкти спортивної інфраструктури, а також готельний комплекс.

## Змагання
- 7 серпня 2011 року на 79-й хвилині матчу «Терек» — «Спартак» (Москва) на стадіоні раптово згасло світло. Матч був перерваний, і лише через 50 хвилин гра була відновлена[6] .
- 1 червня 2013 року стадіон прийняв фінал Кубка Росії 2012/2013 років, в якому зустрілися ЦСКА та "Анжі". У серії післяматчевих пенальті перемогли москвичі.
- 6 липня 2014 року на стадіоні пройшов бій за звання регулярного чемпіона світу у важкій вазі за версією WBA між Русланом Чагаєвим та Фресом Окендо, який завершився перемогою Чагаєва[7] .

Для підтримки грозненської команди «Ахмат» під час матчів чемпіонату Росії порушуючи регламент неодноразово використовувалася система оповіщення, за що клуб піддавався штрафним санкціям .